# Clippen
Als Clippen wird das Entfernen der Tasthaare von Pferden bezeichnet. Diese fragwürdige Praxis der „Verschönerung“ eines Pferdes wird noch heute von einigen Züchtern für Schauen und Turniere sowie auch bspw. bei der  King’s Troop bei Paraden angewendet. Da die Tasthaare zum Tastorgan der Pferde gehören, ist das Clippen nach deutschem Tierschutzrecht durch § 6 TierSchG verboten.